# Stéphane Breton (réalisateur)
Pour les articles homonymes, voir Stéphane Breton et Breton (homonymie).
 (août 2019).
Si vous disposez d'ouvrages ou d'articles de référence ou si vous connaissez des sites web de qualité traitant du thème abordé ici, merci de compléter l'article en donnant les références utiles à sa vérifiabilité et en les liant à la section « Notes et références ».
Stéphane Breton est un cinéaste, photographe et ethnologue français né en 1959 à Paris.

## Biographie
Stéphane Breton fait ses études à l’École Normale Supérieure de Saint Cloud. En 1986 il soutient une thèse d’anthropologie à l’École des hautes études en sciences sociales sous la direction de Marc Augé.
Il a vécu dans les hautes-terres de Nouvelle-Guinée, dans la province indonésienne de Papua, où il a fait une recherche de terrain ethnographique de plusieurs années.
Il a fondé et dirigé au musée du quai Branly une collection de films documentaires intitulée L'Usage du monde, produite par Les Films d'ici et Arte,.
Directeur d’études à l’École des hautes études en sciences sociales à Paris, il enseigne l’anthropologie et la sémiotique des images documentaires dans le cadre de la chaire d’« Ethnographie du sensible ». Spécialiste de l’ethnologie de la Mélanésie, il a été membre du Laboratoire d’anthropologie sociale  (CNRS-EHESS-Collège de France). Il est désormais membre du Centre de recherches sur les arts et le langage (CNRS-EHESS) et du Centre d’histoire et de théorie des arts (EHESS).

## Filmographie
- 1994 : Un dieu au bord de la route – film documentaire, produit par Les Films d’ici, diffusé sur Arte (52 min – Nigéria).
- 2001 : Eux et moi – film documentaire, produit par Serge Lalou, Les Films d’ici, diffusé sur Arte[8] (63 min – Nouvelle-Guinée).
- 2003 : Le Ciel dans un jardin – film documentaire, produit par Serge Lalou, Les Films d’ici, diffusé sur Arte[9] (62 min – Nouvelle-Guinée).
- 2005 : Un été silencieux – film documentaire, produit par Serge Lalou, Les Films d’ici, diffusé sur Arte[10] (52 min – Kirghizstan).
- 2007 : Le Monde extérieur – essai documentaire, produit par Serge Lalou, Les Films d’ici, diffusé sur Arte[11] (54 min – Paris).
- 2007 : Nuages apportant la nuit – film expérimental, produit par Serge Lalou, Les Films d’ici et le musée du quai Branly, diffusé sur Voyages (30 min – Nouvelle-Guinée)[12].
- 2008 : La Maison vide – film documentaire, produit par Serge Lalou, Les Films d’ici et le musée du quai Branly, diffusé sur Arte (52 min – Nouveau-Mexique).
- 2009 : La Montée au ciel – film documentaire, produit par Serge Lalou, Les Films d’ici et le musée du quai Branly, diffusé sur Arte (52 min – Népal).
- 2014 : Quelques jours ensemble – film documentaire, produit par Serge Lalou, Les Films d’ici, diffusé sur Arte (90 min – Russie).
- 2014 : Les Disparus – installation vidéo, (7 min – Russie).
- 2014 : Les Forêts sombres – film documentaire, produit par Serge Lalou, Les Films d’ici et le CNRS audiovisuel, diffusé sur France 5 (52 min, Russie).
- 2015 : Chère humaine – film expérimental, produit par Quark productions, diffusé sur La Lucarne, Arte (40 min).
- 2017 : Filles du feu – film documentaire, sorti en salles, produit par Quark productions et Arte cinéma (80 min, Syrie).
- 2023 : Les Premiers Jours – film documentaire et expérimental, sorti en salles, produit par Les Films d’Ici et les Films du Plat Pays (74 min, Chili).

## Production de films
Stéphane Breton a fondé et dirigé la collection de films documentaires L’usage du monde, produite avec Serge Lalou - Les Films d'ici, Arte et le musée du quai Branly[réf. nécessaire]. Il en a été le directeur artistique. La collection a pris fin en 2010 après la réalisation de six films[réf. nécessaire].
Cette collection de six films se veut une mémoire de l’humanité locale à l’aube du XXIe siècle, tournée dans les plis et les ourlets du monde moderne à la manière de ce qu’Albert Kahn avait entrepris au début du siècle précédent avec Les archives de la planète en envoyant photographes et cinéastes aux quatre coins du monde. Ces films ont été diffusés sur Arte en 2010 et édités dans un coffret DVD.
Liste de films produits
- 2007 : Les Hommes de la forêt 21 (un chantier forestier du Gabon) – un film de Julien Samani.
- 2008 : Lumière du Nord (un village du nord de la Russie) – un film de Sergei Loznitsa.
- 2008 : L’Argent du charbon (des camionneurs vendant du charbon sur les routes de Chine) – un film de Wang Bing.
- 2008 : La Maison vide (un village du Nouveau-Mexique) – un film de Stéphane Breton.
- 2009 : La Montée au ciel (un village du Népal) – un film de Stéphane Breton.
- 2010 : Il nous faut du bonheur (une vieille femme russe exilée au Kurdistan irakien) – un film d’Alexandre Sokourov et Alexeï Jankowski.

## Prix et distinctions
- En 2005, Stéphane Breton reçoit pour Le Ciel dans un jardin le prix du meilleur documentaire de l’année décerné par la Société civile des auteurs multimédia[14].
- En 2023, Stéphane Breton reçoit pour Les Premiers jours le prix Marco Zucchi du « film le plus innovant en termes esthétique et cinématographique », à la Semaine de la critique, Festival de Locarno.

## Expositions
- 2006-2007 : commissaire général de Qu’est-ce qu’un corps ? exposition d’anthropologie au musée du quai Branly[15] (avec la collaboration de Michèle Coquet, Michael Houseman, Jean-Marie Schaeffer, Anne-Christine Taylor et Eduardo Viveiros de Castro).
- 2010-2011 : commissaire de Dans le blanc des yeux, masques primitifs du Népal, exposition d’anthropologie au musée du quai Branly (avec la collaboration de Marc Petit) [16].

## Publications
- 1989 : La Mascarade des sexes, Calmann-Lévy, (essai d’anthropologie) –  (ISBN 2702118313).
- 1991 : Les Fleuves immobiles, Calmann-Lévy, (récit de voyage en Nouvelle-Guinée) –  (ISBN 2702120334).
- 1991 : Des hommes nommés brume (avec Jean-Louis Motte), Arthaud, (album de photos et récit de voyage en Nouvelle-Guinée) –  (ISBN 2700309596).
- 2005 : Télévision, Grasset (puis en Poche, collection « Pluriel »), (essai d’analyse et de critique du langage télévisuel reprenant ses chroniques mensuelles dans Esprit) –  (ISBN 2012792901).
- 2006 : Qu’est-ce qu’un corps ? Musée du quai Branly & Flammarion, (essai d’anthropologie accompagnant l’exposition dont Stéphane Breton a été le commissaire général, ouvrage réalisé avec la collaboration de Michèle Coquet, Michael Houseman, Jean-Marie Schaeffer, Anne-Christine Taylor et Eduardo Viveiros de Castro) –  (ISBN 2915133174).